# Coryphantha vogtherriana
Coryphantha vogtherriana ist eine Pflanzenart in der Gattung Coryphantha aus der Familie der Kakteengewächse (Cactaceae). Das Artepitheton vogtherriana ehrt den deutschen Kakteenliebhaber Hans Vogtherr aus Berlin.

## Beschreibung
Coryphantha vogtherriana wächst einzeln oder bildet niedrige Gruppen mit kugelförmigen, dunkelgrünen bis blaugrünen Trieben, die bei Durchmessern von 5 bis 6 Zentimetern Wuchshöhen von bis 3 Zentimetern erreichen und die meist tief in den Boden eingesenkt sind. Die konischen bis eiförmigen, locker stehenden Warzen sind bis 1,7 Zentimeter lang. Die dicht bewollten Axillen haben Nektardrüsen. Es ist ein hakiger, abstehender oder aufsteigender, hornfarbener Mitteldornen von bis 1,7 Zentimeter Länge vorhanden. Die 4 bis 6 nadeligen, horizontal ausstrahlenden, 7 bis 14 Millimeter langen Randdornen sind weißlich mit dunklerer Spitze.
Die Blüten sind hellgelb und erreichen Durchmesser von bis 3 Zentimeter.

## Verbreitung, Systematik und Gefährdung
Coryphantha vogtherriana ist im mexikanischen Bundesstaat San Luis Potosí auf flachen Hängen in lehmigen Grasland in Höhenlagen von etwa 2000 Metern verbreitet.
Die Erstbeschreibung wurde 1932 durch Erich Werdermann und Friedrich Bödeker veröffentlicht.
Coryphantha vogtherriana wurde in der Roten Liste gefährdeter Arten der IUCN von 2002 als „Critically Endangered (CR)“, d. h. vom Aussterben bedroht, eingestuft. Im Jahr 2013 wird sie als „Least Concern (CR)“, d. h. als nicht gefährdet geführt.

## Nachweise